# Bajmurzino
Bajmurzino (orosz betűkkel: Баймурзино, baskír nyelven: Баймырҙа) falu Oroszországban, a Baskír Köztársaságban, a Miskinói járásban.

## Népesség
- 2002-ben 579 lakosa volt, melynek 99%-a mari.
- 2010-ben 587 lakosa volt.